# Paraonukia keitonis
Paraonukia keitonis är en insektsart som beskrevs av Hajime Ishihara 1963. Paraonukia keitonis ingår i släktet Paraonukia och familjen dvärgstritar. Inga underarter finns listade i Catalogue of Life.